# Octavia Airlines
Octavia Airlines — французская авиакомпания, базировавшаяся в аэропорту Ле Бурже в Париже. Закрыта в 2005 году.

## История
Компания основана группой Regourd Aviation в 2001 году и специализировалась на коммерческих перевозках по Европе. 9 мая 2005 года группой-основателем была переименована в O-Air, после чего, 12 мая того же года, закрыта.

## Флот
Согласно различным источникам флот авиакомпании состоял из двух или трёх самолётов:
- Beechcraft 1900 D — 1;
- Embraer EMB 120 Brasilia — 1.[3][4]

В базе данных интернет-сайта aerotransport.org значится три воздушных судна, зарегистрированных Octavia Airlines.